# Václav z Boskovic
Václav mladší z Boskovic († 1482), zvaný též Vaněk, byl moravský šlechtic z rodu pánů z Boskovic.

## Život
Jeho rodiči byli Vaněk Černohorský z Boskovic mladší a Johanka z Vlašimi. Václav se poprvé v písemných pramenech uvádí roku 1465, kdy po svém otci převzal rodové sídlo v Boskovicích. Za ženu si vzal Kunku (Kunhutu, Kateřinu) z Kravař a ze Strážnice, se kterou vyženil panství v Račicích. Vlastnil také dům v Brně. Byl povýšen na nejvyššího komorníka olomouckého soudu a působil i ve funkci zemského hejtmana.

### Rodina
Vaněk z Boskovic měl se svou manželkou Kunkou z Kravař a ze Strážnice tyto potomky:
- Ladislav z Boskovic
- Oldřich Trnavský z Boskovic
- Jaroslav z Boskovic
- Albrecht z Boskovic
- Václav z Boskovic
- Marta z Boskovic

Vaněk z Boskovic zemřel v roce 1482 a pochován byl v minoritském kostele v Brně.